# Karl-Heinz Wirth
Karl-Heinz Wirth (* 20. Januar 1944) ist ein ehemaliger deutscher Fußballspieler.

## Laufbahn

### Oberliga und Regionalliga West, 1962 bis 1965
„Kalla“ Wirth begann in der Jugendabteilung von den Sportfreunden Hamborn 07 seine Karriere. Sein besonderes Talent für das Defensivspiel brachte ihm in den Jahren 1961 und 1962 zehn Einsätze in der DFB-Jugendnationalmannschaft ein. Er nahm an den UEFA-Turnieren 1961 in Portugal und 1962 in Rumänien teil. In Portugal bildete er zusammen mit Bernd Patzke das Verteidigerpaar der deutschen Mannschaft, die den dritten Platz belegte. Wirth wechselte 1962 aus der A-Jugend direkt in die Oberligamannschaft der Hamborner „Löwen“. Im letzten Jahr der Fußball-Oberliga West, 1962/63, bestritt er gemeinsam mit Mannschaftskamerad Rolf Schafstall alle 30 Ligaspiele auf der Verteidigerposition. Er erzielte dabei ein Elfmetertor gegen Bayer 04 Leverkusen und Hamborn belegte den 12. Platz. Sein Oberligadebüt gab „Kalla“ Wirth am 18. August 1962 beim 1:0-Auswärtserfolg beim SC Viktoria Köln, wo er es mit Willibert Kremer und Jürgen Schult auf dem linken Flügel der Viktoria zu tun hatte.
Nach der Einführung der neuen Fußball-Bundesliga ab der Saison 1963/64 spielte Wirth mit Hamborn 07 von 1963 bis 1965 in der Regionalliga West. In den zwei Runden bestritt Wirth alle 72 Spiele und schoss dabei neun Tore. Unter anderem mit den Mitspielern Klaus Kunkel, Rainer Plich, Heinz Pliska, Erich Schiller, Herbert Schwinning und Franz-Josef Sarna landete er mit den Löwen jeweils auf dem 14. Tabellenplatz. Im Sommer 1965 wechselte er zum Bundesligisten Eintracht Frankfurt.

### Eintracht Frankfurt, 1965 bis 1973
Sein erstes Bundesligaspiel absolvierte er unter Trainer Elek Schwartz am 4. September 1965 gegen Hannover 96. Insgesamt spielte er in den acht Jahren 138 Mal für die Frankfurter in der Bundesliga. Am letzten Spieltag der Saison 1972/73 verabschiedete er sich mit seinem Einsatz beim Heimspiel gegen den MSV Duisburg von Frankfurt, als er in der 8. Minute für den verletzten Jürgen Grabowski von Trainer Erich Ribbeck eingewechselt wurde.    Dazu kamen elf Einsätze im DFB-Pokal und 13 Spiele im UEFA-Pokal, darunter das Halbfinale 1967 gegen Dinamo Zagreb.

### Amateurfußball
Zur Runde 1973/74 schloss sich Wirth dem deutschen Amateurmeister des Jahres 1973, der SpVgg 05 Bad Homburg in der Amateurliga Hessen an. Beim FC Paulus Gravenbruch ließ er ab der Saison 1977/78 seine Karriere ausklingen.